# Oblast' autonoma ebraica
L'Oblast' autonoma ebraica (in russo Еврейская автономная область?, Evrejskaja avtonomnaja oblast'; in yiddish ייִדישע אויטאָנאָמע געגנט‎?, Jidische oytonome gegent) è l'unica oblast' autonoma della Federazione Russa. Fu istituita da Iosif Stalin nel 1934, nell'ambito della sua politica tendente a dare un territorio a ogni etnia dell'Unione Sovietica. Assieme a Israele è l'unica entità territoriale concepita per la comunità ebraica, anche se al censimento del 2002 i cittadini di origine ebraica costituivano solo l'1,2% della popolazione.

## Storia

### Unione Sovietica[1]
Sotto Stalin venne fondato con un decreto nel 29 agosto 1924 il Comitato per la sistemazione fondiaria dei lavoratori ebrei, diretto dal Presidium del Consiglio delle nazionalità del Comitato esecutivo centrale dell'URSS al fine di attirare la popolazione ebraica della Russia sovietica al lavoro produttivo. Gli obiettivi del Comitato includevano anche la cooperazione con diverse organizzazioni ebraiche internazionali e la creazione di un'alternativa al sionismo, fortemente osteggiato dai comunisti, e aveva promosso degli insediamenti agricoli ebraici nell'Ucraina meridionale e in Crimea. Su scala minore il Comitato operò anche in Bielorussia, Uzbekistan, Georgia, Daghestan, Azerbaigian e nel Caucaso settentrionale.
Il 28 marzo 1928 il Presidium del Comitato esecutivo centrale promulgò una risoluzione "Sull'assegnazione al Comitato per la sistemazione fondiaria dei lavoratori ebrei per le esigenze di insediamento continuo di terre libere da parte di ebrei lavoratori nella striscia dell'Amur del territorio dell'Estremo Oriente", avviando così gli insediamenti in Birobidžan, e fondare questa volta non dei semplici insediamenti ma una vera e propria oblast' per gli ebrei, per due diverse ragioni: seguire il principio sovietico di una Repubblica per ogni etnia e risarcire la comunità ebraica dai terribili pogrom di epoca zarista, che erano veri e propri stermini di ebrei condotti dalla Russia e dalla Chiesa ortodossa ai tempi degli zar.
Nel 1928 i primi coloni ebrei giunsero qui dalla Russia europea. Molti ebrei erano però intellettuali o piccoli commercianti, gente dunque priva di esperienza agricola, che spesso si trovò a rinunciare all'insediamento e tornare indietro, mentre rimasero contadini, operai e artigiani. È da sottolineare il carattere volontario delle prime ondate di colonizzazione di questa regione. Fra il 1928 e 1933 arrivarono circa 22.000 persone attratte dalle prospettive offerte. Diversi erano gli stimoli. Uno tra i più importanti era quello del mito della "patria nazionale ebraica" tanto sospirata dalla comunità ebraica.
Il progetto insisteva comunque sull'importanza di emigrare per creare un'entità politica basata su principi socialisti e non religiosi, tuttavia le istituzioni si adattarono progressivamente alla situazione. Innanzitutto un passo importante fu la Costituzione del 1936, che aboliva l'ateismo di stato in URSS in favore della libertà di culto. Poi nel 1947 fu aperta una sinagoga a Birobidžan e fu promosso l'insegnamento dello yiddish come patrimonio culturale e dal 1948 agli ebrei credenti fu permesso di non lavorare nelle festività ebraiche.
Il progetto aveva trovato organizzazioni sostenitrici anche negli Stati Uniti d'America, con la nascita della Organization for Jewish Colonization in Russia (1924) e dell'American Committee for the Settlement of Jews in Birobidjan (1934), costretti a cessare le attività nel 1951 dal governo statunitense. Con la fondazione dello Stato di Israele, cui Stalin stesso era stato favorevole, alcuni ebrei lasciarono l'Oblast' per stabilirsi in Medio Oriente, soprattutto negli anni settanta.

### Russia post-sovietica
Negli ultimi anni si sta assistendo a un periodo di relativa fioritura culturale, l'ebraico moderno viene ancora insegnato nelle scuole, gli scambi con la comunità ebraica internazionale, data la fine della guerra fredda, sono più facili e frequenti.
Tuttavia i membri della comunità ebraica si sono col tempo mescolati con la popolazione locale e ad oggi solo un'esigua minoranza della popolazione della regione si definisce di cultura e religione ebraica. Si assiste anche al fenomeno del ritorno di alcuni ebrei a suo tempo emigrati in Israele.

## Economia
L'Oblast' conta importanti giacimenti di oro e argento e ha sviluppato un buon artigianato. La capitale Birobidžan ha importanti industrie meccaniche, tessili, calzaturiere, dell'abbigliamento e del legno.

## Società

### Evoluzione demografica
Secondo il censimento del 2002, il territorio contava 190.915 abitanti.
Secondo lo stesso, la popolazione si divideva in 95 etnie, tra le quali:
- Russi - 171.697 (89,93%)
- Ucraini - 8.483 (4,44%)
- Ebrei (nazionalità titolare dell'Oblast') - 2.327 (1,22%)[3]
- Tatari - 1.196 (0,63%)
- Bielorussi - 1.182 (0,62%)
- Moldavi - 672 (0,35%)
- Azeri - 594 (0,31%)
- Tedeschi - 453 (0,24%)
- Coreani - 402 (0,21%)
- Mordvini - 401 (0,21%)
- Ciuvasci - 320 (0,17%),
- Armeni - 282 (0,15%)
- Baschiri - 188 (0,10%)
- Usbechi - 156 (0,08%)
- Polacchi - 148 (0,08%)
- Rom - 132 (0,07%)
- Tagichi - 128 (0,07%)
- Mari - 103 (0,05%)
- Cinesi - 102 (0,05%)

## Geografia antropica

### Rajony
L'oblast' si suddivide nei seguenti rajony
- Birobidžanskij
- Leninskij
- Oblučenskij
- Oktjabr'skij
- Smidovičskij

### Città
Oltre alla capitale Birobidžan, hanno lo status di città le seguenti località:
- Obluč'e

### Insediamenti ebraici
La storia ebraica di quest'oblast' cominciò con i primi insediamenti del 1928, motivo per cui lo yiddish, insieme al russo, è una delle due lingue ufficiali del territorio.
- Amurzet
- Bira
- Birakan
- Birobidžan
- Birofel'd
- Danilovka
- Londoko
- Najfel'd
- Smidovič
- Valdgejm

## Evoluzione demografica

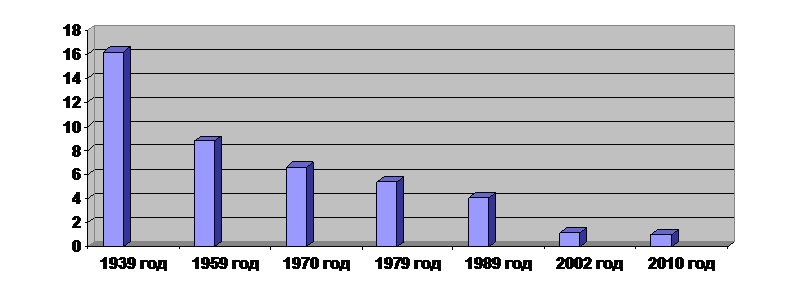
Percentuale di ebrei rispetto alla popolazione totale dell'Oblast' autonoma ebraica.

La popolazione dell'oblast è diminuita del 20% rispetto al 1989, passando dal massimo storico di quell'anno di 215.937 abitanti ai 176.558 del censimento del 2010; di questi, 160.185 si identificano come russi etnici (93%), seguiti da 4.871 ucraini (3%) e 1.628 ebrei (1%). Inoltre, 3.832 persone non dichiararono il loro gruppo etnicoː si stima che all'interno di tale minoranze le proporzioni sopra risultanti siano comunque analoghe.
L'incremento naturale è negativoː nel 2012 a fronte di 2.445 nascite (14,0 per 1000) vi sono state 2.636 morti (15,1 per 1000). Tuttavia il tasso di fecondità è in crescita dal 2009, essendo passato da 1,67 a 1,96 figli per donna.

### Lingue
La lingua yiddish è insegnata in 3 scuole della regione, ma la comunità dell'oblast è quasi esclusivamente russofona.

### Religione
|                             |                             |  |     |     |
| --------------------------- | --------------------------- |  | --- | --- |
| Ortodossi russi             | Ortodossi russi             |  | 23% | 23% |
| Altri Ortodossi             | Altri Ortodossi             |  | 6%  | 6%  |
| Altri Cristiani             | Altri Cristiani             |  | 10% | 10% |
| Islam                       | Islam                       |  | 1%  | 1%  |
| Ebraismo                    | Ebraismo                    |  | 1%  | 1%  |
| Spirituali ma non religiosi | Spirituali ma non religiosi |  | 35% | 35% |
| Ateismo e irreligiosità     | Ateismo e irreligiosità     |  | 22% | 22% |
| Altri o non dichiarato      | Altri o non dichiarato      |  | 3%  | 3%  |

Secondo uno studio del 2012 il 23% della popolazione dell'Oblast' autonoma ebraica si dichiara ortodossa russa, il 6% ortodossa e circa il 9% cristiani di altre confessioni. L'ebraismo è praticato da solo lo 0,2% della popolazione, mentre il 35% si dichiara "spirituale ma non religioso", il 22% professa l'ateismo e il 5% segue altre religioni o preferisce non dichiarare. Si tratta di una delle regioni meno religiose di tutta la Russia.